# John Wittig
John Bendson Wittig (* 22. Oktober 1921 in Middelfart; † 23. Oktober 1987 in Gentofte) war ein dänischer Schauspieler.

## Leben
John Wittig wuchs als Sohn des Kunstmalers Axel Bendson Wittig (1897–1957) und dessen Frau Edith Harriet Andersen (1900–1958) in der süddänischen Kleinstadt Middelfart auf. Nach seinem Schulabschluss absolvierte er zunächst eine Ausbildung zum Technischen Zeichner.
Im Jahr 1949 zog Wittig nach Kopenhagen. Dort absolvierte er bis 1952 seine Schauspielausbildung an der Eleveskole des Königlichen Theaters Kopenhagen, wo er auch als Darsteller sein Bühnendebüt hatte und anschließend bis 1956 als festes Ensemblemitglied engagiert war. Danach war er bis zum Jahr 1969 am Folketeatret als festes Ensemblemitglied engagiert. Wittig wirkte als Bühnendarsteller in zahlreichen Theaterstücken, Kabarett-Programmen und in Musicals mit.
Von 1949 bis 1987 hat Wittig als Schauspieler vor der Kamera in mehr als 60 Film-und-Fernsehproduktionen mitgewirkt. Eine seiner bekanntesten Rollen war die eines Geheimagenten in den beiden Spionage-Komödien Kaliber 7,65 – Diebesgrüße aus Kopenhagen und Slap af, Frede! an der Seite von Morten Grunwald. Seine letzte Rolle spielte er im Jahr 1987 als Lehrer in dem Film Pelle, der Eroberer unter der Regie von Bille August.
John Wittig war zeitlebens unverheiratet und kinderlos. Er starb im Oktober 1987 nur einen Tag nach seinem 66. Geburtstag in seinem langjährigen Wohnort Gentofte. Seine Grabstätte befindet sich auf dem dortigen Mariebjerg-Kirkegard.

## Filmografie (Auswahl)
- 1950: Susanne
- 1951: Sittenpolizei greift ein
- 1953: Adam und Eva
- 1956: Mädchen im gefährlichen Alter
- 1957: Henrik und Pernille
- 1958: Spion 503
- 1959: Pygmalion
- 1960: Kein Pardon nach Mitternacht
- 1962: Verrat auf Befehl
- 1964: Tine
- 1965: Kaliber 7,65 – Diebesgrüße aus Kopenhagen
- 1966: Slap af, Frede!
- 1967: Mögen Sie Austern ? (TV-Miniserie)
- 1970: Oktobertage
- 1973: In Adams Welt
- 1987: Pelle, der Eroberer